# Primera División de Barbados 2011
El Campeonato de Primera División de Barbados 2011 oficialmente llamado 2011 Barbados Premier Division, es la edición número 46 de la Primera División de Barbados. La Temporada comenzó el 13 de febrero y concluyó el 3 de julio de 2011. El campeón fue Youth Milan.

## Cambio para el 2010
- El Silver Sands y BDF descendieron a la segunda división.
- Bagatelle y St. John's Sonnets ascendieron a la primera división

## Tabla de Posiciones (Clasificación)
| POS | Equipo                 | PTS | J  | G  | E | P  | GF | GC | DIF |
| --- | ---------------------- | --- | -- | -- | - | -- | -- | -- | --- |
| 1.  | Youth Milan (C)        | 38  | 18 | 12 | 2 | 4  | 35 | 13 | +22 |
| 2.  | Notre Dame             | 33  | 18 | 9  | 6 | 3  | 40 | 20 | +20 |
| 3.  | Weymouth Wales         | 33  | 18 | 10 | 3 | 5  | 27 | 17 | +10 |
| 4.  | Brittons Hill          | 31  | 18 | 10 | 1 | 7  | 27 | 21 | +6  |
| 5.  | Pinelands United       | 30  | 18 | 8  | 6 | 4  | 28 | 22 | +6  |
| 6.  | Paradise               | 28  | 18 | 8  | 4 | 6  | 35 | 21 | +14 |
| 7.  | Pride of Gall Hill     | 21  | 18 | 6  | 3 | 9  | 28 | 30 | -2  |
| 8.  | Bagatelle              | 18  | 18 | 5  | 3 | 10 | 27 | 32 | -5  |
| 9.  | St. John's Sonnets (D) | 14  | 18 | 4  | 2 | 12 | 20 | 39 | -19 |
| 10. | Ellerton (D)           | 9   | 18 | 3  | 0 | 15 | 14 | 55 | -41 |

## Resultados
| Local \ Visita     | BAG | BRH | ELL | NOD | PAR | PIU | PGH | SJS | WEW | YOM |
| ------------------ | --- | --- | --- | --- | --- | --- | --- | --- | --- | --- |
| Bagatelle          |     | 1–3 | 1–0 | 1–1 | 2–5 | 1–2 | 0–0 | 1–3 | 0–3 | 1–0 |
| Brittons Hill      | 2–1 |     | 2–3 | 1–4 | 1–0 | 0–1 | 0–0 | 1–2 | 2–0 | 0–2 |
| Ellerton           | 1–3 | 0–2 |     | 0–6 | 0–5 | 0–5 | 0–2 | 1–2 | 1–2 | 0–6 |
| Notre Dame         | 2–1 | 1–3 | 3–1 |     | 2–2 | 0–1 | 4–2 | 5–0 | 2–1 | 2–0 |
| Paradise           | 0–1 | 2–1 | 4–0 | 2–2 |     | 5–2 | 3–0 | 3–1 | 0–2 | 0–3 |
| Pinelands United   | 2–1 | 0–3 | 2–0 | 1–0 | 0–0 |     | 2–1 | 2–2 | 0–0 | 1–3 |
| Pride of Gall Hill | 5–0 | 0–2 | 5–1 | 1–1 | 0–3 | 2–5 |     | 5–1 | 0–3 | 2–3 |
| St. John's Sonnets | 1–2 | 1–2 | 3–4 | 0–2 | 0–0 | 1–0 | 1–2 |     | 1–2 | 1–5 |
| Weymouth Wales     | 5–2 | 0–2 | 2–1 | 1–1 | 2–0 | 1–1 | 1–0 | 1–0 |     | 1–1 |
| Youth Milan        | 0–0 | 3–0 | 0–1 | 2–1 | 2–1 | 1–1 | 0–1 | 1–0 | 2–0 |     |

## Goleadores
| Posición | Nacionalidad        | Jugador           | Goles | Equipo             |
| -------- | ------------------- | ----------------- | ----- | ------------------ |
| 1        | Bandera de Barbados | Armando Lashley   | 13    | Paradise SC        |
| 2        | Bandera de Barbados | Gregory Goodridge | 8     | Brittons Hill      |
| 3        | Bandera de Barbados | Dwayne Stanford   | 7     | Weymouth Wales     |
| 4        | Bandera de Barbados | Anson Barrow      | 5     | Ellerton           |
| 4        | Bandera de Barbados | Norman Forde      | 5     | Youth Milan        |
| 4        | Bandera de Barbados | Curtis Olde       | 5     | Pride of Gall Hill |